# Still (album Petera Sinfielda)
Still – pierwszy i jedyny (2018) album studyjny Petera Sinfielda, nagrany w okresie od października 1972 do stycznia 1973 i wydany w 1973 roku przez wytwórnię Manticore. W nagraniu albumu wzięli udział między innymi byli muzycy King Crimson.

## Historia
W latach 1969–1971 Peter Sinfield był członkiem zespołu King Crimson, pomimo że nie występował na scenie. W 1971 roku opuścił zespół na skutek niedających się pogodzić różnic ze współzałożycielem grupy, gitarzystą Robertem Frippem. Został producentem debiutanckiego albumu Roxy Music (1972). Wcześniej, w 1970 roku napisał teksty do utworów skomponowanych przez byłych członków King Crimson, Iana McDonalda i Michaela Gilesa, które znalazły się na ich albumie McDonald and Giles. W 1973 napisał teksty do utworów albumu Brain Salad Surgery zespołu Emerson, Lake and Palmer. Pisał również teksty do angielskojęzycznych wersji albumów włoskiego zespołu Premiata Forneria Marconi. Zrealizował również album solowy, Still. W jego utworach słyszalne są wpływy King Crimson, którego członkowie: Greg Lake, Mel Collins i John Wetton pomagali mu w ich nagraniu. Album utrzymany jest w klimacie progresywnego rocka, z domieszką rocka, jazzu i muzyki klasycznej. Przykładem wpływu tej ostatniej jest utwór „The Song of the Sea Goat”, którego temat został z zapożyczony z muzyki Antonia Vivaldiego. Utwory takie jak „Wholefood Boogie” i „Under the Sky” są oparte na klawiszowym podkładzie, charakterystycznym dla progresywnego rocka, z dodatkiem elementów bluesa i elektronicznych, rockowych brzmień. Kompozytorem większości materiału muzycznego  oraz autorem wszystkich tekstów jest Peter Sinfield.

## Album

### Płyta gramofonowa
Zestaw utworów na wydawnictwie winylowym, wydanym przez Manticore Records w 1973 roku w Wielkiej Brytanii (K 43501) i w Stanach Zjednoczonych (MC 66667):

#### Strona 1
| Nr | Tytuł                    | Autorzy                                    | Długość |
| -- | ------------------------ | ------------------------------------------ | ------- |
| 1. | The Song of the Sea Goat | Jump – Sinfield – Vivaldi                  | 6:04    |
| 2. | Under the Sky            | McDonald – Sinfield                        | 4:18    |
| 3. | Will It Be You           | Brunton – Dolan – Jump – Mennie – Sinfield | 2:38    |
| 4. | Wholefood Boogie         | Brunton – Dolan – Jump – Mennie – Sinfield | 3:37    |
| 5. | Still                    | Brunton – Dolan – Jump – Mennie – Sinfield | 4:45    |

#### Strona 2
| Nr | Tytuł                       | Autorzy                             | Długość |
| -- | --------------------------- | ----------------------------------- | ------- |
| 1. | Envelopes of Yesterday      | Sinfield                            | 6:17    |
| 2. | The Piper                   | Sinfield                            | 2:47    |
| 3. | A House of Hopes and Dreams | Sinfield                            | 4: 06   |
| 4. | The Night People            | Brunton – Collins – Jump – Sinfield | 7:54    |

### Reedycja CD
W 1993 roku wytwórnia Voiceprint wznowiła oryginalny album w wersji kompaktowej. Utwory zostały jednak zamieszczone w innej kolejności, dodano dwa dodatkowe nagrania: „Hanging Fire” i „Can You Forgive a Fool”, a album zatytułowano Stillusion:
1. Can You Forgive a Fool
2. The Night People
3. Will It Be You
4. Hanging Fire
5. A House of Hopes and Dreams
6. Wholefood Boogie
7. The Piper
8. Under the Sky
9. Envelopes of Yesterday
10. The Song of the Sea Goat
11. Still

W 2009 roku wytwórnia Esoteric Recordings dokonała poszerzonej reedycji oryginalnego albumu w formie podwójnej płyty kompaktowej. Na pierwszym dysku zamieszczono zremasterowane wersje utworów z oryginalnej, analogowej taśmy-matki z 1973 roku, natomiast na drugiej, zatytułowanej Bonus Tracks – alternatywne wersje studyjne oryginalnych utworów:
1. Hanging Fire
2. Still (first mix)
3. The Song of the Sea Goat
4. Under the Sky
5. Wholefood Boogie
6. Envelopes of Yesterday
7. The Piper
8. A House of Hopes and Dreams
9. The Night People
10. Still (second mix)
11. Can You Forgive a Fool

### Okładka
Jako ilustrację na awers okładki Sinfield wybrał obraz The Big Friend autorstwa niemieckiej malarki Sulamith Wülfing. Zwrócił się do niej z oficjalną prośbą o zgodę na wykorzystanie jej pracy, ale początkowo odmówiła. Zmieniła zdanie, dopiero gdy artysta przesłał jej w powtórnym liście teksty utworów, jakie miały się znaleźć na jego płycie. Po pewnym czasie kupił od niej oryginalne dzieło, płacąc za niego 600 funtów.

### Zespół
- Pete Sinfield – 12-strunowa gitara akustyczna, syntezator i śpiew
- Mel Collins – saksofony, flety i czelesta
- Richard Brunton – gitara akustyczna i gitara elektryczna
- Snuffy Walden – solówki na gitarze elektrycznej
- Brian Cole – elektryczna gitara hawajska
- Steve Dolan – kontrabas, gitara basowa
- Alan Mennie aka Min – perkusja, instrumenty perkusyjne
- Chris Pyne – puzon
- Greg Bowen – trąbka
- Stan Roderick – trąbka
- Robin Miller – rożek angielski
- Phil Jump – fortepian, fortepian elektryczny, organy Hammonda, Woolworth Organ, Freeman String Symphonizer, dzwony rurowe

### Muzycy dodatkowi
- Greg Lake – gitara elektryczna w „A House of Hopes and Dreams”

chórki w „Wholefood Boogie”
śpiew w „Still”
- Keith Tippett – fortepian w „The Song of the Sea Goat”
- John Wetton – gitara basowa w „The Song of the Sea Goat”

### Muzycy dodatkowi w „The Night People”
- Boz – gitara basowa
- Ian Wallace – perkusja
- Tim Hinkley – fortepian elektryczny
- Don Honeywell – saksofon barytonowy

Nagrano w Command Studios w Londynie w okresie: październik 1972–styczeń 1973

Ilustracja na awersie okładki: The Big Friend – Sulamith Wülfing

Fotografia na rewersie okładki – Malcolm Robertson